# Zückshut

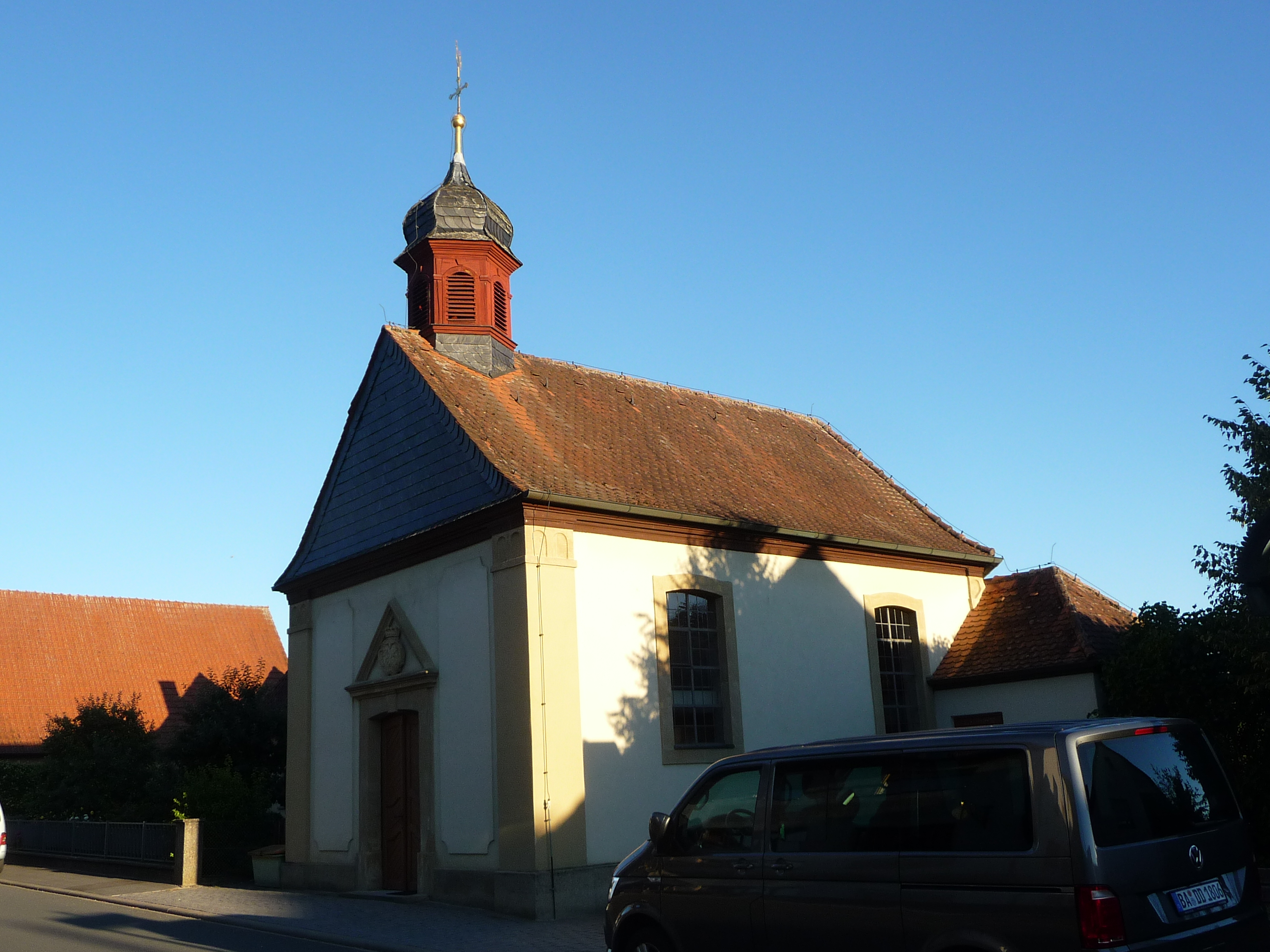
Kapelle in Zückshut

Zückshut ist ein Gemeindeteil der Gemeinde Breitengüßbach im Landkreis Bamberg (Oberfranken, Bayern).

## Geografie
Das Kirchdorf liegt an der Kreisstraße BA 16. Nachbarorte sind im Nordosten Hohengüßbach (Gemeinde Breitengüßbach), im Südwesten Laubend (Gemeinde Memmelsdorf), im Süden Gundelsheim, im Südwesten Kemmern sowie im Westen Breitengüßbach und Unteroberndorf.
An das Dorf grenzt der Zückshuter Forst, ein 5,78 km² großes gemeindefreies Gebiet im Landkreis Bamberg.

## Geschichte
Von 1806 bis 1813 bildeten die Dörfer Zückshut und Laubend infolge der Verwaltungsreform die Gemeinde Zückshut. Ab 1. Mai 1949 gehörte Laubend zur Gemeinde Merkendorf. Seit dem 1. Mai 1978 gehört die vorher selbständige Gemeinde Zückshut zur Gemeinde Breitengüßbach.

## Kirche
Die Kirche wurde 1772 errichtet und im Jahre 1926 durch einen Blitzeinschlag zerstört, danach wieder aufgebaut und 1943 an die Gemeinde Breitengüßbach verkauft. 2006 wurde die Kirche renoviert.